# Richard Nelson (drammaturgo)
Richard John Nelson (Chicago, 17 ottobre 1950) è un drammaturgo, librettista e sceneggiatore statunitense.

## Biografia
Durante gli anni ottanta e novanta ha scritto dieci opere teatrali per la Royal Shakespeare Company: Principia Scriptoriae (1986), Some Americans Abroad (1989), Two Shakespearean Actors (1990), Columbus and the Discovery of Japan (1992), Misha's Party (1993), New England (1994), The General From America (1996) e Goodnight Children Everywhere (1997).
Nel 1979 ha vinto l'Obie Award per la sua pièce The Vienna Notes, andata in scena con successo nell'Off-Broadway newyorchese. Nel 1988 ha scritto il libretto del musical Chess in occasione del debutto a Broadway del musical, mentre nel 2000 ha vinto il Tony Award al miglior libretto di un musical per James Joyce's The Dead, in una riduzione teatrale de I morti di James Joyce. Nel 1992 aveva già ricevuto una candidatura al Tony Award, questa volta alla migliore opera teatrale per il dramma Two Shakespearen Actors. Ha vinto anche un Drama Desk Award per la sua commedia Some Americans Abroad nel 1990.
Nelson è sposato con Cynthia Blair Bacon dal 1972 e la coppia ha avuto due figlie, Zoe e Jocelyn.

## Filmografia parziale

### Sceneggiatore

#### Cinema
- Ethan Frome - La storia di un amore proibito (Ethan Frome), regia di John Madden (1993)
- A Royal Weekend (Hyde Park on Hudson), regia di Roger Michell (2012)

#### Televisione
- American Playhouse – serie TV, 1 episodio (1991)